# サイハイ

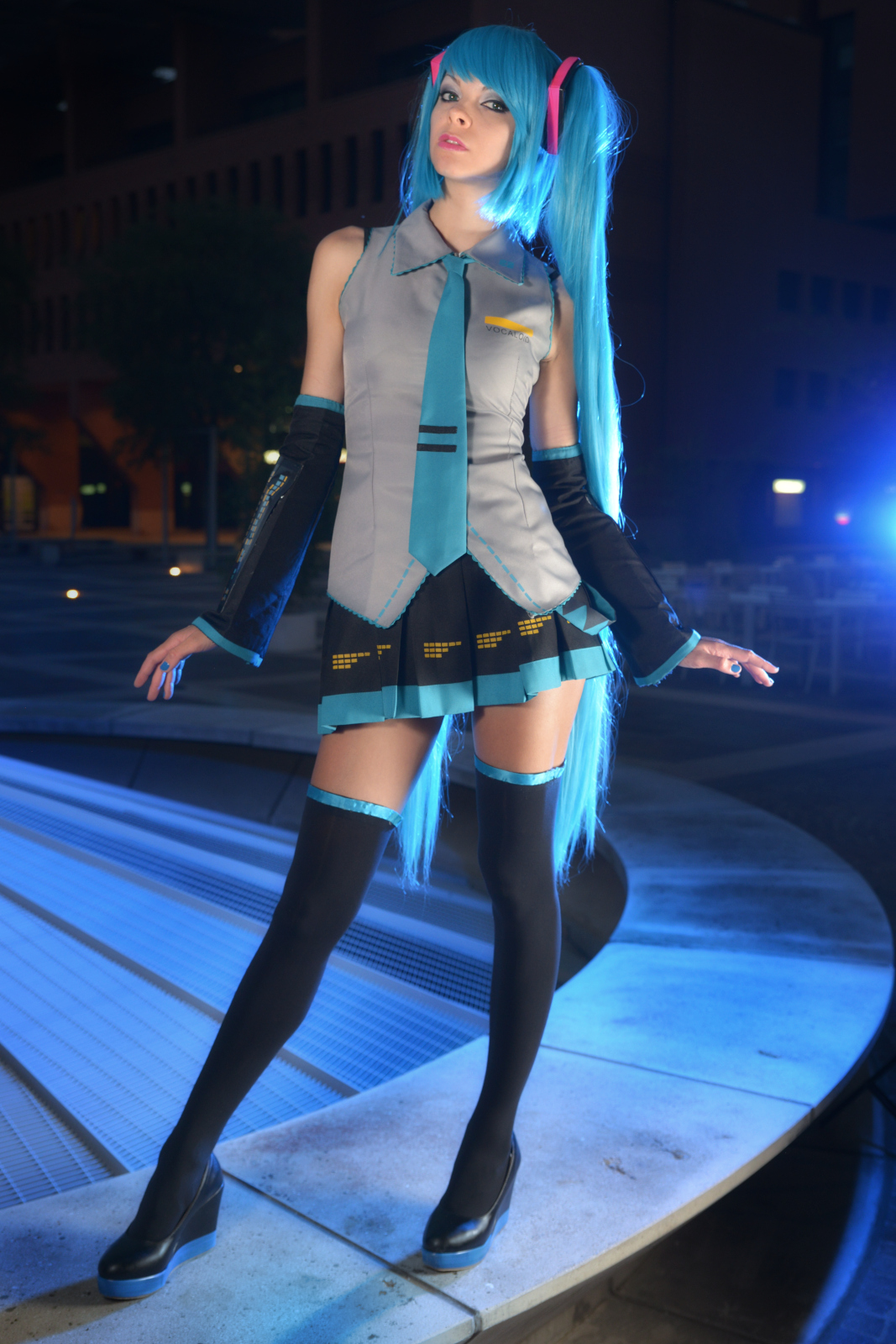
サイハイのタイツを着用した初音ミクのコスプレイヤー

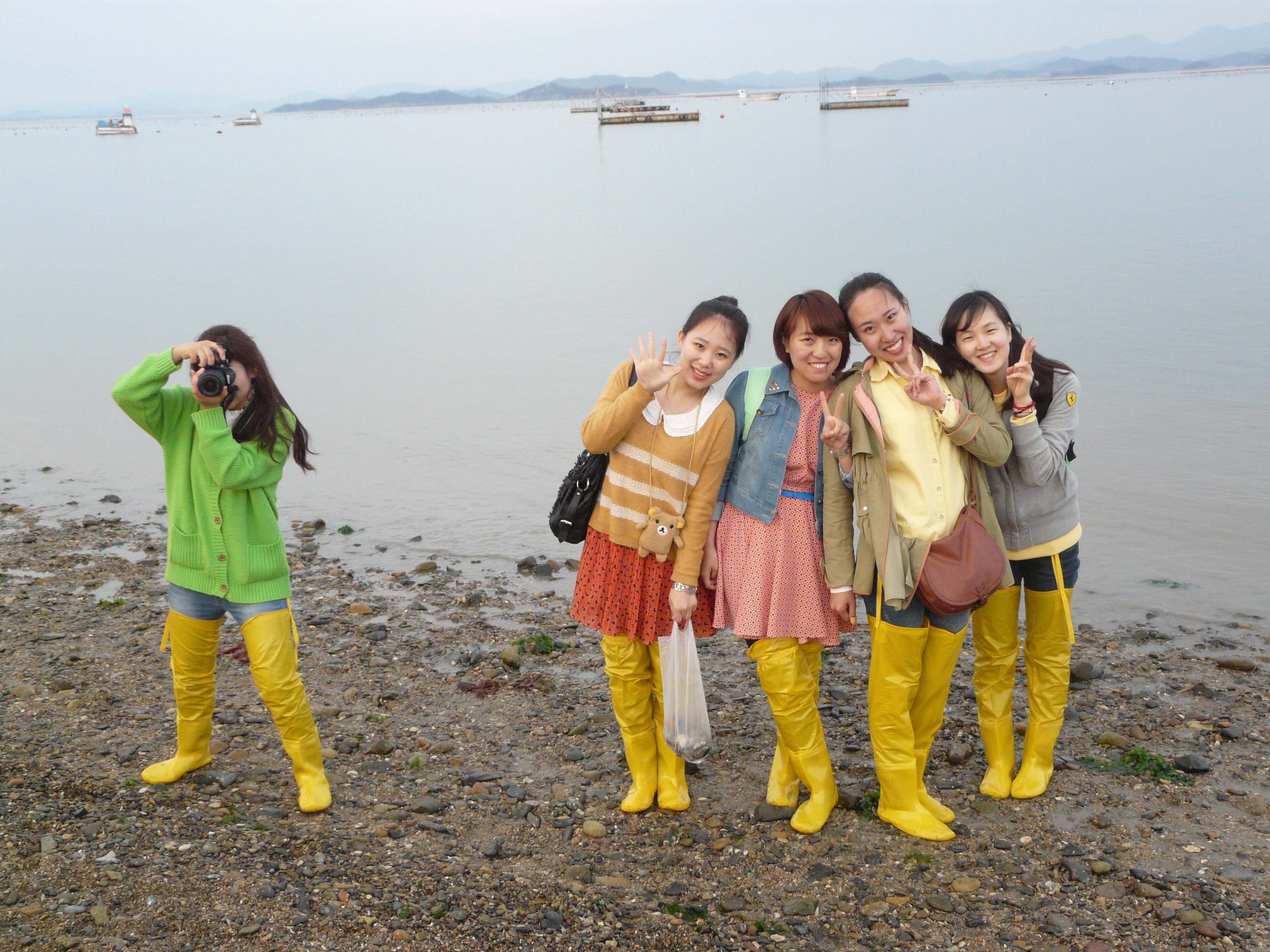
海の浅瀬を歩くためのサイハイ丈のブーツ（ヒップウェエーダー）を着用した人々

サイハイ（英語：thigh high）とは、「太腿の高さ」を指す服飾用語。「thigh」は英語で太腿のことで、太腿あたりの高さまでのストッキングやソックス、ブーツ等の呼び名にこの語が使われる。thighをタイと読んでタイハイと言うこともあり、また同義語のサイレングス（thigh length）の語が使用されることもある。
日本で言うニーハイ（膝上丈）と同義に用いられることもあるが、区別する場合には膝頭を覆う丈をニーハイ、膝を完全に超える丈をオーバーニー、さらに高い腿上部までの丈をサイハイと呼ぶことが多い。
なおニーハイやサイハイの「ハイ」という語は高さ、すなわち足元からの距離を意味するが、スカートの下端が腿丈のドレスに用いられることもあり、1977年春夏のパリ・コレクションでピエール・カルダンが腿丈のドレスに「サイハイ」の名を使用した例がある。

## サイハイの語がつくファッションアイテム
サイハイストッキング
腿丈のストッキングで、単にサイハイ（アメリカ英語では"thigh highs"）とも言う。英語では他に"stay ups"もしくは"hold ups"とも。2004年発行の『ファッション新語辞典』には「かつてはオバサン専用のダサいストッキングとされたものだが、いまではマイクロミニスカートの格好のアクセサリーとして、若い女の子たちに愛用されるようになっている」との記述が見られる。
サイハイソックス
腿丈の靴下で、タイツやストッキングを除く女性用ソックス類の中では最も長いものである。オーバーニーソックス(膝を超える丈)よりもさらに長いものであるが、両者を区別する長さの境界は曖昧で、基本的に仕立て寸法（平置き寸法）で区別をする。メーカーやショップのカタログデータで見る限り、仕立て寸法で約60cm以上の丈がある物をサイハイソックスと呼び、オーバーニーソックスより平均10cm程度長い。ストッキングと同様に単にサイハイとも言う。
サイハイブーツ
腿丈のブーツ。膝上丈のニーハイブーツと明確に区別しないこともある。
サイハイドレス
スカート丈が腿の位置のミニのドレス。
サイハイスリットドレス
腿の位置までスリットが入ったドレス。スリムなドレスに見られ、足を動かしやすくする機能性のほかに女性美を表すものとされる。
サイハイペティパンツ
腿丈のペチパンツのこと。田中（1998）に収録されている名称だが、一般にはあまり使用されない。